# Chiesa di Santa Maria a Mare
La chiesa di Santa Maria a Mare è un edificio religioso che si trova a Giulianova, in provincia di Teramo. Costruita nei secoli a cavallo tra la fine del primo millennio e l'inizio del secondo, in stile romanico lombardo, ha subito numerose modifiche nel corso del tempo a seguito di restauri e crolli che hanno lasciano un aspetto amputato rispetto a quello che doveva avere in origine. È la chiesa esistente più antica della città.

## Storia
La chiesa di Santa Maria a Mare, detta anche popolarmente "dell'Annunziata", dal nome del quartiere sortogli attorno durante il secondo Novecento, si trova lungo la zona costiera meridionale di Giulianova, a ridosso dell'attuale tracciato ferroviario ed è l'unica esistenza ancora in piedi di Castel San Flaviano, nome della città in epoca medievale, andata distrutta durante la battaglia del Tordino del 1460. La data di fondazione della chiesa non è nota, a causa della mancanza di un'esauriente documentazione, ma le testimonianze più antiche risalgono al XII secolo: è ricordata dall'Ughelli, nel suo scritto Italia sacra, in cui riporta un documento del 1108, in cui viene citato il conte aprutino Attone Comite, del quale si diceva risiedesse nel suburbio di San Flaviano, "in Ecclesia S. Mariae Juxta Mare sitam", mentre un documento del Bindi, risalente 1120, aggiungeva che "la chiesa conservò anche in appresso titolo e dignità di prepositura, dignità ambita dai principali signori della nostra provincia".

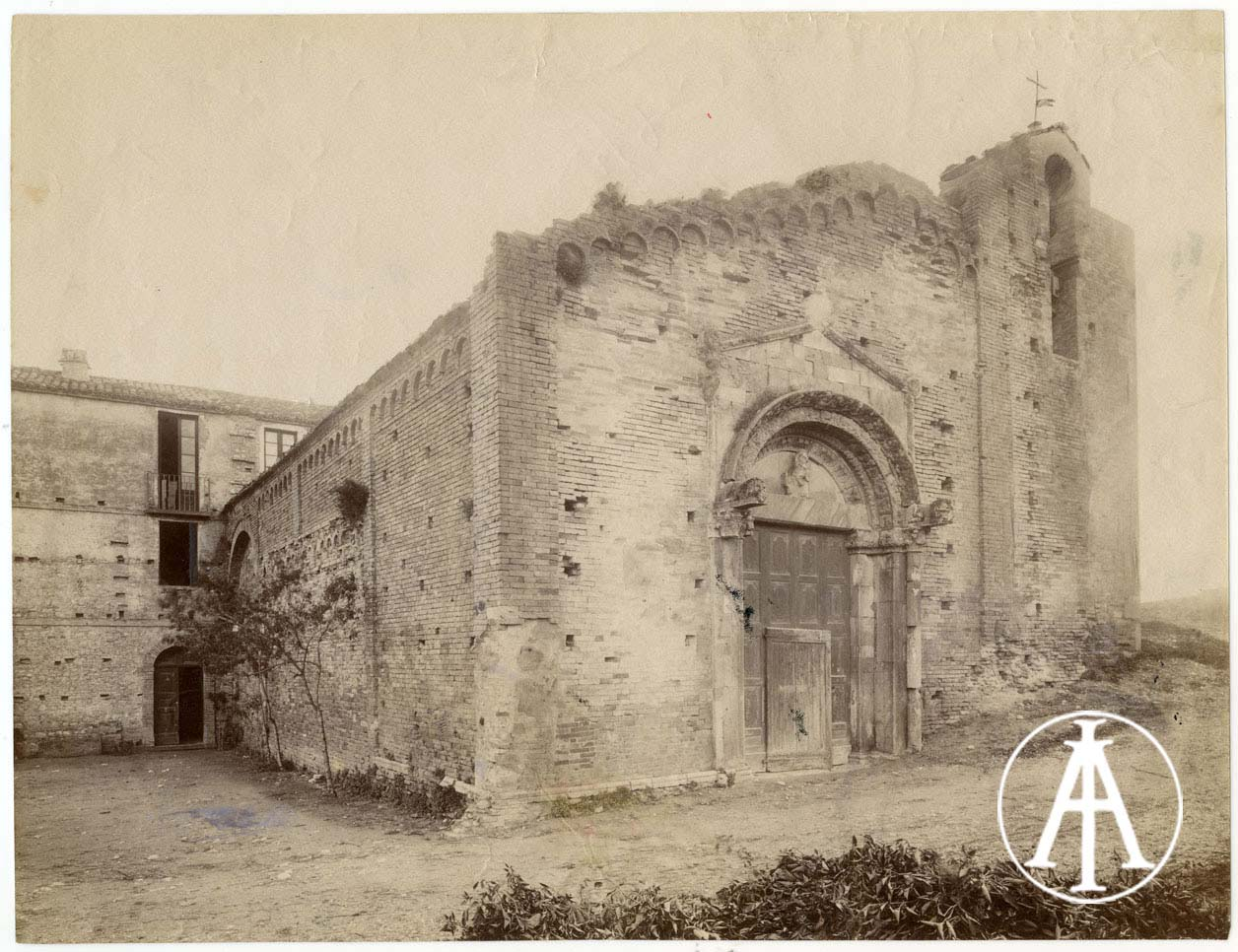
La chiesa in una foto del 1905, con il corpo conventuale accorpatogli nell'Ottocento

È dunque probabile che sia stata costruita prima dell'anno Mille e riedificata dalle fondamenta, sui resti di una preesistente grangia benedettina farfense, di cui furono trovate testimonianze sotto la navata sinistra, nel 1156 per mano del vescovo Guido, in segno di riconoscenza verso la città per averlo ospitato durante la guerra contro i normanni di Roberto III di Loritello.. Nel duecento e nel trecento le furono apportate le prime sostanziali modifiche, in particolare il pregevole portale, l'aggiunta di una terza navata e tre absidi, successivamente appiattite nel corso del medesimo secolo a causa di alcuni crolli. Nell'Ottocento gli fu accorpato un convento, salvo poi essere rimosso durante i restauri avvenuti tra il 1964 e il 1968, effettuati a seguito dei bombardamenti subiti dal complesso durante la Seconda guerra mondiale, che riportarono la chiesa alle forme trecentesche. Tuttavia l'utilizzo ampio di materiali di nuova produzione, dati gli ingenti crolli, durante questi ultimi interventi, le hanno conferito l'effetto di un "antico duplicato". Il tempio era luogo di sosta per i soldati che dal vicino porto si imbarcavano per la Terra Santa.

## Descrizione

### Esterno
La chiesa, in stile romanico, con una struttura interamente in laterizio, si presenta oggi come un volume parallelepipedo, povero e amputato in molte parti. Lungo il suo perimetro è rinforzato da lesene e decorato, sulla parete meridionale e occidentale, con archetti pensili in cotto sagomato, secondo l'uso lombardo, poggianti su mensoline a guscio e a quarto di cerchio. Al di sotto corrono orizzontalmente filari di mattoni disposti a denti di ruota. La facciata è a capanna, delimitata da due contrafforti, tagliata sulla parte destra da un campanile a vela monoforata con due campane sovrapposte, che ha sostituito negli anni quello originale, romanico, di cui restano alcune lastre in travertino nella parte bassa. Il portale, riccamente decorato, risale all'inizio del XIV secolo ed è attribuito a Raimondo di Poggio, autore dei medesimi della cattedrale di Atri e della chiesa di San Francesco a Città Sant'Angelo. Esso si trova disallineato verso sinistra rispetto all'asse centrale del fabbricato. Presenta una modesta strombatura composta da due pilastri e una colonnina, culminanti in capitelli elegantemente lavorati a foglie, margherite ed animali mitologici, posti a sostegno degli archi della parte superiore costituenti l'archivolto. Ad inquadrare il portale, due colonne esterne, sui cui capitelli posano due basi, ciascuna con un leone accovacciato. Sopra l'arcata un timpano, schiacciato alla parete, chiuso da una cornice a nastro che ai tre vertici forma dei nodi rotondi, con quello centrale più grande rispetto ai due laterali. La parte più ricca e preziosa del portale è l'archivolto, composto da quattro archi concentrici e presenta due facce, una anteriore decorata con motivi floreali, animali e volti umani, l'altra, sottostante, decorata con diciotto formelle scolpite a bassorilievo, rappresentanti una storia composta di scene simboliche affrontante il tema del continuo mutamento espresso attraverso le diverse fasi dello zodiaco, dell'alternarsi delle stagioni e del percorso del sole durante l'arco della giornata. Al di sotto dell'archivolto vi è una lunetta ospitante una piccola scultura raffigurante la Madonna in cattedra che stringe a sé il Figlio.

### Interno

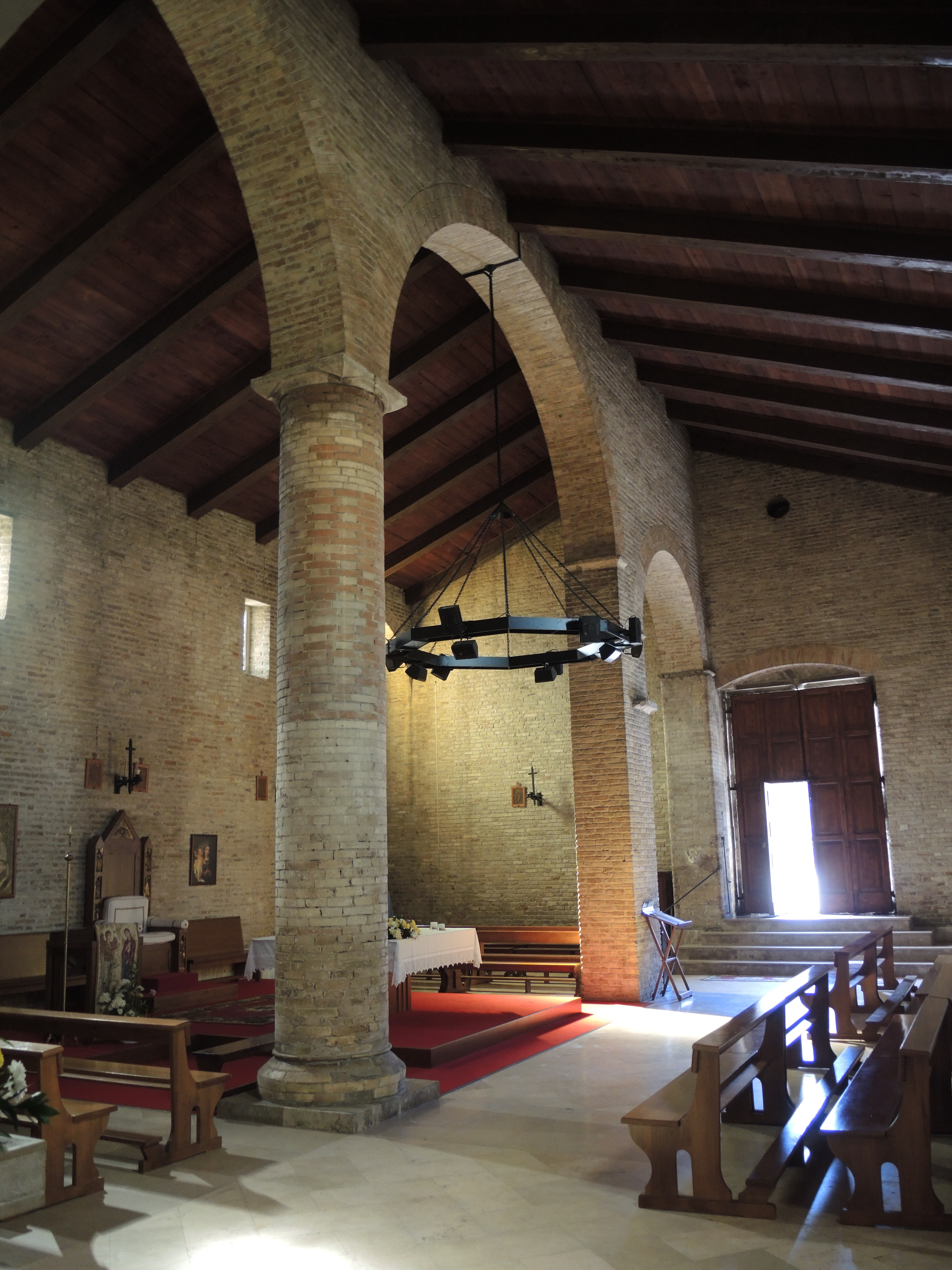
Interno

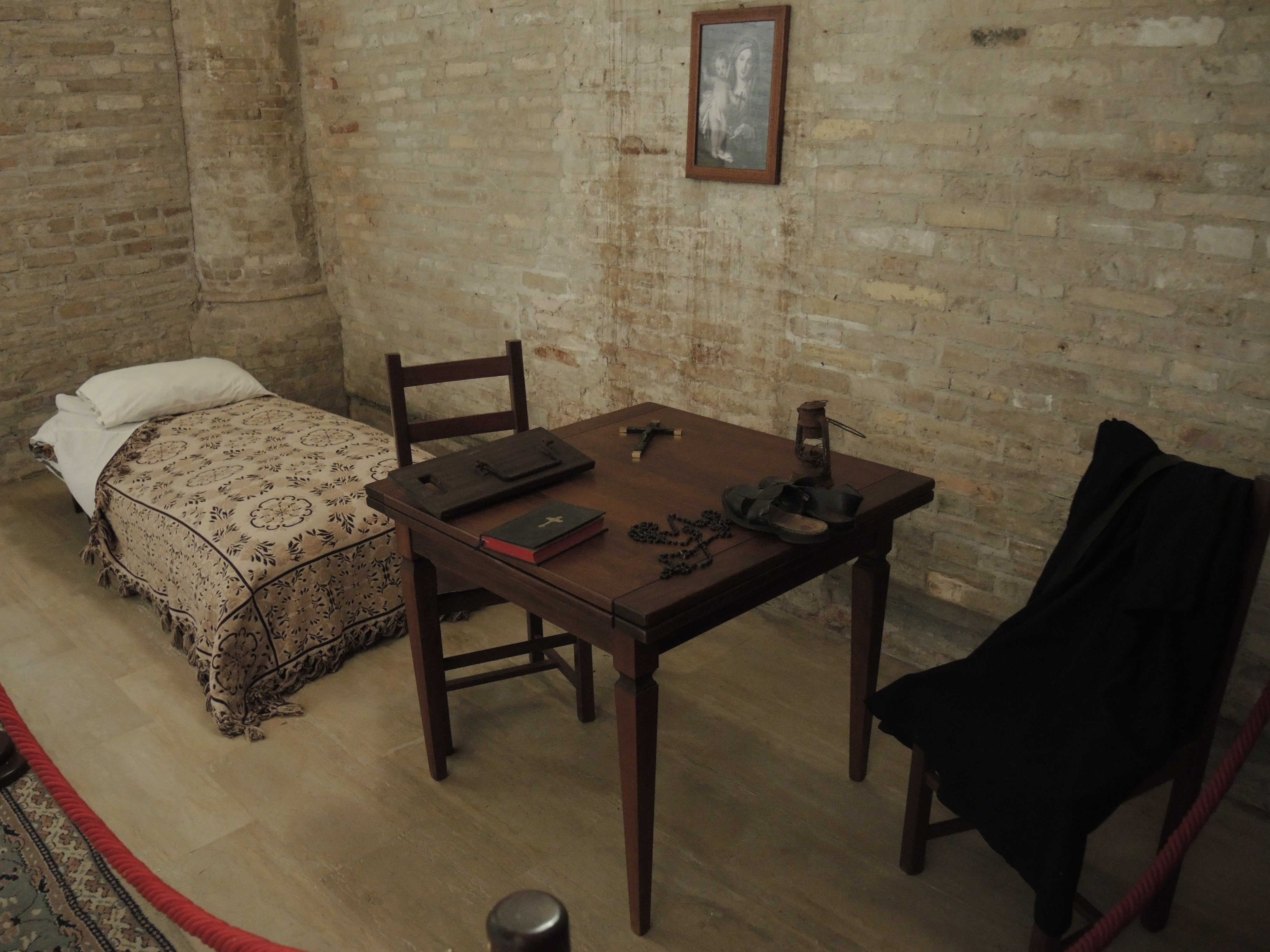
Camera di San Gabriele

La pianta duecentesca, ad aula, presentava tre navate con tre corrispondenti absidi semicircolari, eliminate nel corso di un lavoro di ampliamento trecentesco e rimpiazzate da una parete lineare. Una serie colonne circolari di grosso fusto in laterizio dividevano le navate tra loro. Se il colonnato che separava la navata centrale da quella laterale destra permane, la navata sinistra venne abbattuta a seguito dei crolli e ne restano ben visibili tre arcate, conseguentemente murate, sulla parete nord.
Al centro dell'aula presbiteriale si trova una colonna con capitello, decorato con le caratteristiche palmette atriane riunite a formare una sorta di corona nobiliare, attribuita alla mano di Raimondo di Poggio e alla scuola di Atri.
L'altare, a seguito di un anomalo spostamento, si trova al centro della navata di destra. La copertura appare recentemente ristrutturata.
Sulla parete sinistra vi era un affresco del XIII secolo, raffigurante l'incendio di Teramo da parte del Conte di Loretello, eliminato dai restauri già dal 1859. Il Bindi descrive la presenza di altri affreschi andati perduti, raffiguranti santi, abati e vescovi.
Dal fondo della navata meridionale, si accede alla camera di San Gabriele dell’Addolorata, che fece tappa nella chiesa nel Luglio 1859 tornando da Pieve Torina, dove aveva compiuto gli studi filosofici, per compiere gli studi teologici in Abruzzo.